# Казмаш
Казмаш (баш. Ҡаҙмаш) — река в России, протекает по Башкортостану, в Белорецком районе Башкортостана. Устье реки находится в 183 км по левому берегу реки Большой Инзер. Длина реки составляет 11 км. Река образуется при слиянии рек Большой и Малый Казмаш.
Протекает возле горы Кисыльулькук, Сыккан, Ишбулита.
В 60-е годы в устье реки, располагалась одноименная деревня позже исчезнувшая.
Пригодна для сплава исключительно в весеннее половодье, однако из-за большого количества препятствий представляет большую опасность.

## Данные водного реестра
По данным государственного водного реестра России относится к Камскому бассейновому округу, водохозяйственный участок реки — Сим от истока и до устья, речной подбассейн реки — Белая. Речной бассейн реки — Кама.
Код объекта в государственном водном реестре — 10010200612111100019560.